# Riepenwand
Riepenwand és una muntanya de 2.774 msnm de les Kalkkögel, als Alps de l'Stubai (Tirol, Àustria). És d'especial importància per a l'escalada.